# Check (библиотека модульного тестирования)
Check — библиотека модульного тестирования в стиле xUnit для программ, написанных на языке Си. Распространяется с открытыми исходными тестами под свободной лицензией. Основной философией проекта является покрытие всех возможностей системы тестирования модульными тестами. Поддерживает запуск тестов в отдельных процессах (через системный вызов fork() в ОС Linux) для возможности определения некорректного завершения тестов (например, по ошибке сегментирования).

## Пример программы тестирования
Для того, чтобы написать программу тестирования, необходимо подключить заголовочный файл библиотеки check.h, написать функции тестирования, распределить их по группам, а группы распределить по тестовым наборам. После проведения тестирования можно получить количество тестов, которые оказались неудачными.
```
#include
 
<stdlib.h>

// Подключаем заголовочный файл библиотеки.

#include
 
<check.h>

// Функция тестирования какой-либо задачи.

START_TEST
(
test_name
)

{

  
/* Исходный код теста. */

}

END_TEST

// Функция создания набора тестов.

Suite
 
*
example_suite_create
(
void
)

{

    
Suite
 
*
suite
 
=
 
suite_create
(
"Example"
);

    
// Набор разбивается на группы тестов, разделённых по каким-либо критериям.

    
TCase
 
*
tcase_core
 
=
 
tcase_create
(
"Core of example"
);

    

    
// Добавление теста в группу тестов.

    
tcase_add_test
(
tcase_core
,
 
test_name
);

    

    
// Добавление теста в тестовый набор.

    
suite_add_tcase
(
suite
,
 
tcase_core
);

    

    
return
 
suite
;

}

int
 
main
(
void
)

{

    
Suite
 
*
suite
 
=
 
example_suite_create
();

    
SRunner
 
*
suite_runner
 
=
 
srunner_create
(
suite
);

    

    
srunner_run_all
(
suite_runner
,
 
CK_NORMAL
);

    
// Получаем количество проваленных тестов.

    
int
 
failed_count
 
=
 
srunner_ntests_failed
(
suite_runner
);

    
srunner_free
(
suite_runner
);

    

    
if
 
(
failed_count
 
!=
 
0
)
 
{

        
// Сигнализируем о том, что тестирование прошло неудачно.

        
return
 
EXIT_FAILURE
;

    
}

    
return
 
EXIT_SUCCESS
;

}

```